# Montecopiolo
Montecopiolo (Mont Cupiòl in romagnolo) è un comune italiano di 1 026 abitanti della provincia di Rimini in Emilia-Romagna, la cui sede municipale si trova oggi nella frazione di Villagrande. Fa parte della regione storico-geografica del Montefeltro.
Dal 17 giugno 2021 il comune di Montecopiolo, assieme a quello di Sassofeltrio, fa parte della provincia di Rimini in ottemperanza al referendum popolare del 24 e 25 giugno 2007 con il quale i cittadini chiesero il distacco dalla provincia di Pesaro e Urbino, nelle Marche.

## Geografia fisica
Montecopiolo appartiene sia geograficamente che storicamente al Montefeltro. È il comune più elevato (collocazione della casa comunale) della provincia di Rimini e di tutto il Montefeltro. 
Fa parte del parco naturale regionale del Sasso Simone e Simoncello. Sul territorio comunale insistono i monti Palazzolo, Boaggine, Pennuzza, San Marco, Montone, Copiolo e la vetta del monte Carpegna (1 415 m).
Nel suo territorio si trovano le sorgenti del fiume Conca, che scorre parallelamente al Marecchia fino a sfociare nel mare Adriatico e del torrente Mazzocco, affluente del Marecchia. Il Conca nasce dal Monte Carpegna, a circa 1400 m di altitudine in località Bocca della Conca, discende ripidamente, dando vita a numerose cascatelle, la più pittoresca delle quali si trova nei pressi di Ponte Conca. Tocca le frazioni Cisterna, Ville, Monteboaggine e Ponte Conca. 
Oggi la sua portata è notevolmente ridotta, a causa soprattutto della captazione dell'acqua per uso umano; in passato invece numerosi erano i mulini ad acqua che alimentava. Uno di questi, vecchio di secoli e restaurato, si trova nel territorio comunale.

## Origini del nome
Il nome del comune trarrebbe le sue origini da "Mons Copiolus" ossia monte a forma di cupola (il monte oggi chiamato Roccaccia, da cui tutto ha avuto origine e sul quale sorgeva il castello, in effetti è molto simile ad una cupola) o da Mons Copiolae "monte sede di una piccola guarnigione".

## Storia
Secondo la tradizione storica, la famiglia Carpegna, alla quale erano soggetti alcuni castelli nel Montefeltro, tra cui quello di Monte Copiolo, nel 1140 giunge ad una divisione dei propri possedimenti. Ad un personaggio di casa Carpegna viene assegnato il castrum Montis Cupioli: da questo capostipite, discenderà poi la famiglia dei conti di Montefeltro. Il primo documento a noi pervenuto sul Castello risale al 1150. Nella corte del castello, nel 1228, viene fondato il monastero femminile di Castelbegni. Nel 1253 la famiglia Montefeltro si divide in ramo guelfo (fedele al papa) e ramo ghibellino (fedele all'imperatore). A quest'ultimo appartiene il castello di Monte Copiolo come principale possedimento. Il conte Cavalca di Montefeltro, castellano di Monte Copiolo, alla morte del fratello Montefeltrano II promuove una divisione di beni tra sé e i suoi nipoti.
Nel 1328 l'imperatore Ludovico IV il Bavaro concede il castello al conte Speranza di Montefeltro. In un atto redatto da un legato papale del 1341 si afferma che il castello di Monte Copiolo è tenuto more tirannico (cioè usurpato con la forza) dai conti Nolfo e Galasso da Montefeltro e che nei giorni della compilazione del documento i due sono in esercito proprio sopra il suddetto castello e lo controllano personalmente, mentre tengono occupata la città vescovile di San Leo.
Nel 1355 il Montefeltro ritorna sotto la giurisdizione dello Stato Pontificio. In un decreto del 1360 di Giovanni De Levalossis, podestà di Montefeltro, viene affermato che il castello di Monte Copiolo gode di indipendenza comunale ed amministrativa. Il Podestà cita in giudizio i comuni di Pietrarubbia, San Leo, San Marino e Monte Copiolo colpevoli di favorire la tirannide ed il dominio dei Montefeltro e di non sottomettersi al controllo pontificio. Nel 1365 anche il castello di Monte Copiolo entra nei territori soggetti al pontefice. Nella Descriptio provinciæ Romandiolæ (1371) il legato pontificio cardinale Anglico de Grimoard così descrive il castello di Monte Copiolo: "… è posto sopra un sasso fortissimo ed altissimo e possiede una rocca fortissima, alla cui custodia è posto un capitano con dodici paghe, per le quali riceve dalla Camera Apostolica 30 fiorini ogni mese. Il castello è composto da sessanta fuochi". La rocca è uno dei centri più forti e muniti dell'intero Montefeltro. Nel 1376 Antonio II da Montefeltro, nipote di Nolfo, prende con la forza il Comune di Montefeltro, cacciando i legati pontifici. Il castello di Monte Copiolo torna nelle mani dei conti di Montefeltro. Imperversa la lotta tra le famiglie Montefeltro, signori di Urbino, e Malatesta signori di Rimini. In un atto di tregua tra le due famiglie, il castello di Monte Copiolo è ricordato tra quelli appartenenti ad Antonio II da Montefeltro. Nella seconda metà del XIV secolo la lotta contro la famiglia Malatesta diviene ancora più aspra. Il castello di Monte Copiolo resta sempre saldamente nelle mani della famiglia Montefeltro partecipando, in prima linea, alla difesa della contea. Nel 1384 Il conte Antonio promulga, davanti alla chiesa di Santa Croce di Monte Cerignone, i nuovi statuti del Montefeltro. Nel 1389 Papa Bonifacio IX conferma al ghibellino Antonio da Montefeltro il possesso del castello di Monte Copiolo. Nella seconda metà del XIV secolo la lotta contro la famiglia Malatesta diviene ancora più aspra. Il castello di Monte Copiolo resta sempre saldamente nelle mani della famiglia Montefeltro partecipando, in prima linea, alla difesa della contea. Guidantonio da Montefeltro (figlio del conte Antonio) nel 1404 diviene nuovo conte di Urbino e dopo di lui, il figlio Oddantonio.
Nel 1437 in una credenziale spedita ai magistrati ed al popolo sammarinese, i copiolesi esortano i “vicini” a ben guardarsi dai comuni nemici della pianura, cioè i Malatesta. In una missiva del 1440, redatta a Montecerignone, Guido Paolo degli Acomanducci (podestà e commissario feretrano) ordina al castellano di Monte Copiolo, a quelli di Valle Sant'Anastasio e Monte Maggio, di tenersi pronti per inviare aiuti militari a San Marino. Nel 1441 il giovane conte Federico da Montefeltro scala la rupe di San Leo e ne conquista il forte strappandolo ai Malatesta. Il 23 ottobre, dalla rocca di Monte Copiolo, dove aveva posto la guarnigione per assediare San Leo, scrive una missiva indirizzata ai capitani della Repubblica di San Marino, per rendere nota la conquista. Nel 1444 muore il duca Oddantonio di Montefeltro, fratello di Federico, per mano dei cittadini di Urbino. Federico diviene nuovo signore di Urbino. Papa Niccolò V nel 1447 conferma a Federico il possesso del castello di Monte Copiolo.
Nel 1448 Sigismondo Pandolfo Malatesta assedia il castello di Monte Copiolo. L'attacco non riesce, infatti neppure le porte cittadine vengono forzate. Per rappresaglia l'intera curtis del castello viene posta a soqquadro con inaudita ferocia. Nel 1455 Alessandro Gambacorta, capitano della rocca di Monte Copiolo e maestro d'arme del duca Federico, esce dalla rocca  con molti soldati e tende un'imboscata alle truppe malatestiane in fuga da Carpegna e Pietrarubbia, inseguite dal duca Federico e dal capitano Piccinino.
Nel 1482 muore il duca Federico di Montefeltro, gli succede il figlio Guidobaldo. Cesare Borgia (figlio di papa Alessandro VI), detto il Valentino, nel 1502 giunge alle porte di Urbino. Il duca Guidobaldo abbandona la città e tenta la fuga verso San Leo, ma la strada è sbarrata: da Verucchio a Pietracuta sono presenti milizie del Borgia. Guidobaldo perde l'orientamento. Dionigi Agatoni de' Maschi, capitano della rocca di Monte Copiolo, gli dirige incontro alcuni uomini copiolesi e lo conduce sano e salvo nella fortezza di Monte Copiolo. Nel 1503 a Monte Copiolo si organizza una sollevazione armata contro il duca Valentino, che si propaga poi a tutti i restanti centri del Montefeltro.
Nel 1516 Papa Leone X de' Medici (succeduto a Papa Giulio II della Rovere) scomunica e priva del feudo urbinate Francesco Maria I Della Rovere (figlio adottivo del duca Guidobaldo di Montefeltro), il Montefeltro viene assegnato a Lorenzino de' Medici. Nel 1517 Francesco Maria capitola ed abbandona lo Stato. Due anni dopo Lorenzino muore prematuramente; il ducato ritorna sotto lo Stato Pontificio.
Alla morte di papa Leone X nel 1521, Francesco Maria parte alla riconquista del ducato guidando i propri uomini a riprendere le rocche di San Leo e Maiolo. Tiene un forte esercito nel castello di Monte Copiolo. Furiosa si scatena la controffensiva medicea nel 1522. Il duca Francesco Maria, sulla rocca di Monte Copiolo con il grosso della guarnigione, pronto a sferrare l'attacco decisivo a San Leo, dà ordine agli uomini del castello di Frontino di Massa di arrestare le truppe toscane, ma questi non riescono nell'impresa. Il duca è costretto a ripiegare verso Montecerignone e poi verso Sassocorvaro. Le truppe di Giovanni de' Medici, quasi 15.000 uomini, devastano tutto ciò che trovano sul loro cammino, abbattendo le due rocche di Pennabilli (22 gennaio 1522) e danno il paese alle fiamme, incendiando Carpegna e Castellaccia, saccheggiando i castelli di Pietrarubbia, Montecerignone e Monteboaggine. Il castello di Monte Copiolo però non viene distrutto né abbandonato. Ha inizio però un fenomeno di spopolamento del paese, in favore di piccoli borghi sorti alle pendici del monte.
Ancora in pieno Seicento il castello è abitato da alcune famiglie e servito da due chiese. Durante il XVIII secolo si ha il completo abbandono dell'antica area del castello. Alle soglie del XX secolo il castello, sebbene fortemente lesionato, è ancora visibile sulla vetta del monte. Tra le due guerre mondiali e nell'ultimo dopoguerra le rovine vengono spogliate per edificare case alle pendici del monte. Si perde la memoria visiva delle strutture del castello.

### Simboli
Lo stemma del Comune è bandato d'argento e d'azzurro a ricordare che Montecopiolo fu feudo dei nobili di Carpegna, i cui successori dettero origine alla dinastia dei Montefeltro.
Il bozzetto originale è stato realizzato, ispirandosi a un sigillo del 1437, dall'araldista svedese Karl Ebbe Torsten Valdemarsson e presenta uno scudo timbrato dalla corona del rango di Comune propria dell'araldica civica svedese.
Il gonfalone è costituito da un drappo di azzurro.

### Onorificenze
L'onorificenza è stata consegnata il 17 novembre 2022 al sindaco di Montecopiolo dal prefetto di Rimini.

## Monumenti e luoghi d'interesse
- Castello di Monte Copiolo. Sorge sull'omonimo monte, chiamato oggi comunemente, ma in maniera non esatta, "Monte Roccaccia". Ne restano oggi alcuni ruderi che, già vincolati come area archeologica, dal 2002 sono divenuti sede di un importante scavo da parte dell'Università degli Studi di Urbino.
- Chiesa di San Michele Arcangelo, situata nel centro di Villagrande nella Piazza di "San Michele Arcangelo".
- Chiesa della Madonna della Misericordia, nei pressi della piazzetta "Conte Antonio da Montecopiolo", al suo interno l'antica statua di San Donnino.
- Santuario della Madonna del Faggio, posto sull'Eremo del Monte Carpegna a 1260 m. L'origine dovrebbe attestarsi intorno al 1200; al suo interno è conservata una statua raffigurante la Madonna scolpita su un antico legno di faggio.
- Chiesa di San Vicinio, posta nella frazione di Pugliano Vecchio, risalente intorno al 1700
- Chiesa della Madonna di Pugliano, situata nella frazione di Madonna di Pugliano, al suo interno una interessante raffigurazione in marmo della Madonna.
- Chiesa di San Giovanni Battista, in località Calvillano di Monteboaggine. La chiesa è di costruzione recente (anni cinquanta), è realizzata in pietra calcarea della cava che esisteva presso il monte San Marco a Villagrande. Al suo interno si possono ammirare quattro tele del Seicento, di notevoli dimensioni. La prima è posta nella navata di sinistra e raffigura i Santi Pietro e Paolo, la seconda è posta sulla parete a sinistra dell'altare e raffigura Maria con immagini della sua vita, la terza si trova sulla parete a destra dell'altare e rappresenta l'Onnipotente, mentre ferma Abramo che sta per sacrificare il figlio Isacco, la quarta tela è posta in posizione centrale dietro l'altare e raffigura la crocifissione. È sicuramente questa la più interessante, in quanto pare essere stata dipinta da un artista locale (di Macerata Feltria) allievo del Maratta. Altra particolarità di questa tela è il fatto che il Cristo morente è rappresentato con gli occhi aperti rivolti verso il cielo, cosa rara nei dipinti raffiguranti la crocifissione. Nella navata destra si trova un quinto dipinto, molto più piccolo e risalente al Settecento, raffigurante la Madonna della Neve e contenuto in cornice dorata di pregevole fattura. Recentemente questo dipinto è stato sottoposto restauro, grazie al contributo degli abitanti di Monteboaggine e dell'Ente Parco del Sasso Simone e Simoncello.
- Ruderi torre di Monteboaggine, situata nei pressi della frazione le Ville di Monteboaggine.

### Aree naturali

#### Monte Montone e Monte Palazzolo
Entrambi a ridosso della frazione capoluogo comunale, sono aree naturali; vi si possono praticare numerose escursioni.

#### Monte Carpegna
L'imponente monte ha le proprie radici in questo comune. L'Eremo del Monte Carpegna o Eremo di Montecopiolo, dove sono situati gli impianti sciistici (aperti nel 1956), è meta turistica per tutto l'entroterra riminese e pesarese.

#### Faggeta di Pianacquadio
Il bosco di Pianacquadio è l'ultimo lembo importante della vasta faggeta che un tempo ricopriva la sommità del Monte Carpegna. Il bosco è costituito, oltre che da faggi plurisecolari, anche da esemplari di acero montano, di acero riccio, di acero napoletano, di acero campestre, di tiglio e di sorbo montano. Nello strato arbustivo si possono osservare la fusaggine montana, il maggiociondolo alpino, il nocciolo, il biancospino, il ciliegio volpino. Il 27 dicembre 1989 due piloti dell'Aeronautica Militare appartenenti al 5º stormo di Rimini, precipitarono qui con il loro aereo. Un Cippo ricorda la loro morte.

#### Lago Del Duca e di Villagrande
Il lago di Montecopiolo era anticamente chiamato il "Lago Del Duca" poiché era diretta pertinenza dei duchi di Urbino come riserva di pesca e tale è rimasta sino al 1631. Ai piedi dell'imponente Monte Palazzolo si estende il laghetto di origine glaciale di 7.000 m². Nel laghetto, di proprietà privata e situato all'interno di una struttura ricettiva, vivono diversi tipi di pesci, dalle carpe ai pesci gatto ai carassi.

## Società

### Evoluzione demografica
Abitanti censiti

### Etnie e minoranze straniere
Secondo i dati ISTAT al 31 dicembre 2019 i cittadini stranieri residenti a Montecopiolo erano 47.

### Lingue e dialetti
La particolare posizione al confine fra tre regioni (Toscana, Marche, Romagna) comporta notevoli variazioni nei dialetti parlati nel territorio, con influenze che tendono quasi al toscano per poi gradualmente passare all'alto-marchigiano ed infine decisamente al romagnolo, mano a mano che partendo da sud-ovest ci si diriga verso nord-est.

## Geografia antropica
Montecopiolo è un comune sparso: ciò significa che non ha un centro ben definito, ma si compone invece di una serie di borghi che sorgono alle pendici o nelle immediate vicinanze del monte Copiolo. Alcuni di essi sono sorti anche in seguito allo spopolamento del castello. Tra queste frazioni quelle storiche sono: Ca' Moneta, Ca' Bellino, Monterotto, Cavalcanese (quest'ultima prende il nome proprio dal conte Cavalca di Montefeltro, feudatario del castello nel XIII secolo) e, sull'altro versante, Villagrande. Più distanti sorgono le frazioni di Monteboaggine e Pugliano.
Villagrande
Frazione principale, racchiusa tra il Monte Montone (1104 m), il Monte Copiolo e il Monte Palazzolo.
Villaggio di Santa Rita
La frazione è nata e si è sviluppata nel corso degli anni 1960 e 1970 inizialmente come insediamento turistico estivo per poi divenire gradualmente negli anni successivi residenza stabile di una parte della popolazione locale. Si trova nei pressi di Ca' Moneta e di Campodarco.
Villaggio del Lago
La frazione ha una storia pressoché identica, per genesi ed evoluzione nel corso dei decenni, al Villaggio di Santa Rita: essa infatti è nata e si è sviluppata, a seguito del boom economico, nel corso degli anni 1960 e 1970 come insediamento turistico estivo. Si trova nei pressi di Villagrande.
Campodarco
Questa frazione si trova in direzione di San Marino, a metà strada fra Ca' Moneta e Pugliano.
Monterotto
È un paesino che domina la vallata del fiume Conca e gode di un'ampia vista che va dal Monte Eremo a sud-ovest fino, in lontananza, al Monte Titano di San Marino a nord-est passando per il Monte della Faggiola a sud. Monterotto deve il suo nome alla curiosa forma del piccolo monticello alle cui pendici sorge l'abitato (dal latino Mons rotae che tradotto significa "monte a forma di ruota" o "a forma circolare") ed in effetti il monticello, anche se è comunemente conosciuto con il nome de "il Poggio", ha anche il nome di "Pian della Ruota". Il villaggio è attestato come presente già nel medioevo.
Monteboaggine
Si trova alle pendici del Monte Eremo, richiama nel nome l'allevamento bovino e l'antica pratica dell'alpeggio, con la quale ogni anno, sul finire della primavera e sino all'autunno inoltrato, il bestiame veniva trasferito nei pascoli di alta quota, dove le mandrie vivevano allo stato brado per tutti i mesi estivi, per poi essere ricondotte nelle stalle poco prima del periodo invernale, quando ormai il clima  rigido non consentiva più il pascolo all'aperto; lo stesso avveniva in altre parti del comune più a valle poco lontano da Monterotto, Petorno e Cavalcanese.
Pugliano
È la frazione più vicina al confine con San Leo. Ogni anno, tutti i lunedì di settembre, vi si tiene la tradizionale Fiera del bestiame e del commercio, le cui radici affondano nel Medioevo.
Petorno
Questa piccola frazione si trova poco lontano dalle rive del torrente Conca, sulla strada che porta a Macerata Feltria e a Montecerignone.

## Infrastrutture e trasporti

### Strade
È collegato a Rimini tramite la SP 258 "Marecchiese", la SP 22 di San Leo e la SP 6 che porta direttamente a Villagrande.

È collegato a Cattolica tramite la SP 18 e la SP 2.

## Amministrazione
| Periodo        | Periodo        | Primo cittadino      | Partito                                          | Carica  | Note   |
| -------------- | -------------- | -------------------- | ------------------------------------------------ | ------- | ------ |
| 14 giugno 1985 | 27 maggio 1990 | Michele Mazzocchetti | Democrazia Cristiana                             | Sindaco | [ 17 ] |
| 28 maggio 1990 | 23 aprile 1995 | Michele Mazzocchetti | Democrazia Cristiana                             | Sindaco | [ 17 ] |
| 24 aprile 1995 | 13 giugno 1999 | Mauro Baldacci       | Partito Democratico della Sinistra               | Sindaco | [ 17 ] |
| 14 giugno 1999 | 12 giugno 2004 | Mauro Baldacci       | Centro-sinistra                                  | Sindaco | [ 17 ] |
| 13 giugno 2004 | 7 giugno 2009  | Alessandro Nanni     | Democrazia e solidarietà (lista civica)          | Sindaco | [ 17 ] |
| 8 giugno 2009  | 25 maggio 2014 | Alfonso Lattanzi     | Scudo e bandiera per Montecopiolo (lista civica) | Sindaco | [ 17 ] |
| 26 maggio 2014 | 26 maggio 2019 | Alfonso Lattanzi     | Per Montecopiolo (lista civica)                  | Sindaco | [ 17 ] |
| 27 maggio 2019 | in carica      | Pietro Rossi         | Montecopiolo unita (lista civica)                | Sindaco | [ 17 ] |

### Gemellaggi
- Mont-Saint-Martin

### Referendum e procedimento legislativo di aggregazione alla regione Emilia-Romagna
Il 24 e 25 giugno 2007 nel comune di Montecopiolo, e contemporaneamente in quello di Sassofeltrio, si tenne un referendum volto a consultare la popolazione sul distacco dei comuni dalla regione Marche e la contestuale aggregazione alla regione Emilia-Romagna, nell'ambito della provincia di Rimini, ai sensi dell'art. 132 della Costituzione. 
A Montecopiolo si recarono alle urne 793 cittadini (70,55%) dei 1 124 aventi diritto. In 651 votarono per il sì (57,92% degli aventi diritto; 82,09% dei votanti). L'esito referendario venne approvato a norma dell'art. 45 della legge n. 352 del 25 maggio 1970 e fu regolarmente pubblicato in Gazzetta ufficiale.
L'art. 132 della Costituzione, che regola il distacco-aggregazione di comuni da una regione a un'altra, prevede inoltre che sia raccolto il parere dei consigli regionali interessati. Dopo la delibera unanime del consiglio provinciale di Rimini a favore della richiesta dei cittadini di Montecopiolo e Sassofeltrio, l'8 luglio 2008 fu la I commissione bilancio e affari istituzionali della regione Emilia-Romagna ad approvare la richiesta di parere favorevole avanzata da alcuni consiglieri. Il 17 aprile 2012 giunse anche il consenso del consiglio regionale dell'Emilia-Romagna.
Invece la regione Marche, nonostante fosse stata ripetutamente interpellata dalla commissione affari costituzionali della Camera tra il 2014 e il 2015, si riservò di non dare il proprio parere. L'iter legis continuò nonostante il mancato parere della regione Marche.
Il disegno di legge di distacco-aggregazione dei due comuni è stato approvato alla Camera il 12 marzo 2019. Un mese dopo, il 16 aprile 2019, il consiglio regionale delle Marche ha emesso il proprio parere contrario.
Dopo 14 anni dal referendum, il 25 maggio 2021 il disegno di legge di distacco-aggregazione è stato approvato definitivamente al Senato. Secondo l'art. 3 della legge 28 maggio 2021 n. 84, il distaccamento dei comuni di Montecopiolo e Sassofeltrio dalla provincia di Pesaro e Urbino, nella regione Marche, e la contestuale aggregazione alla provincia di Rimini, nella regione Emilia-Romagna, sono avvenuti il 17 giugno 2021, giorno successivo a quello di pubblicazione della legge in Gazzetta ufficiale.

## Sport
Manifestazioni sportive
Montecopiolo è stata sede di tappa del Giro d'Italia 2014, con arrivo all'Eremo della Madonna del Faggio (Eremo di Monte Carpegna).
Società sportive
Ha sede nel comune la società di calcio «A.S.D. Montecopiolo Calcio», militante in Terza Categoria, nel girone riminese.